# Лапсин, Дмитрий Мартынович
Дмитрий Мартынович Лапсин — советский хозяйственный, государственный и политический деятель, Герой Социалистического Труда.

## Биография
Родился в 1918 году в Бийске. Член КПСС.
С 1936 года — на хозяйственной, общественной и политической работе. В 1936—1988 гг. — учитель начальных классов Табунской, Константиновской, Успенской школ Алтайского края, председатель колхоза «Красный пахарь», участник Великой Отечественной войны, помощник прокурора Змеиногорского, Шарчинского районов, прокурор Смоленского района Алтайского края, директор совхоза «Советская Россия» Смоленского района Алтайского края, директор птицефабрики «Смоленская».
Указом Президиума Верховного Совета СССР от 22 марта 1966 года присвоено звание Героя Социалистического Труда с вручением ордена Ленина и золотой медали «Серп и Молот».
Умер в Смоленском в 2003 году.